# USS Lance (AM-257)
USS Lance (AM-257) – trałowiec typu Admirable służący w United States Navy w czasie II wojny światowej. Służył na północnym Atlantyku. 
Stępkę okrętu położono 26 października 1942 w stoczni American Shipbuilding Co. w Cleveland. Zwodowano go 10 kwietnia 1943, matką chrzestną była Ens. Josephine D. Conningham, W-V (S) USNR. Jednostka weszła do służby 4 listopada 1943, pierwszym dowódcą został Lt. R. R. Forrester, Jr.
Brał udział w działaniach II wojny światowej. Pełnił funkcje pomocnicze na Atlantyku. Przekazany Chimom służył jako „Yung Sheng”. Wycofany ze służby w 1972.